# 2020年千葉地震
2020年千葉地震是指2020年（令和2年）6月25日发生于日本千葉县近海（日語：千葉県東方沖）的一场地震。该次地震震中位于35°33.2′N 141°06.7′E / 35.5533°N 141.1117°E，震级为Mj 6.1级（Mw 5.9级），震源深度约36千米，最大震度5弱（日本气象厅震度等級）。日本气象厅指出，本次地震是一场逆冲型地震。日本气象厅称，此次地震为2011年日本东北地方太平洋近海地震的余震。同时也是日本气象厅所发布的日本附近地区主要被害地震列表中的一次地震。

## 地质背景

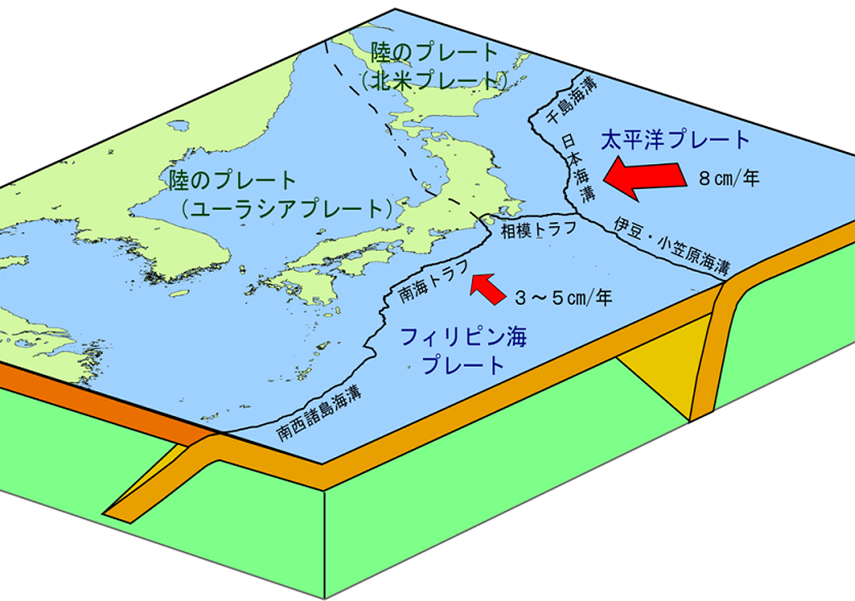
日本列岛周围的板块

日本列岛地处欧亚大陆板块、北美洲板块、太平洋板块和菲律宾板块四个板块的交界处，是组成环太平洋火山地震带的一部分。太平洋板块、北美洲板块和欧亚大陆板块、菲律宾板块互相碰撞，使得日本列岛逐渐从海底突起，这使得日本附近地区火山、地震等自然灾害频发。而千葉县近海位于北美板块和太平洋板块的接壤处，是日本地震频繁的地区之一。东北地方太平洋近海曾于2011年发生过日本观测史上规模最大的地震，即2011年东北地方太平洋近海地震。
日本气象厅认为，该次地震为2011年东北地方太平洋近海地震的余震。并于震源机制解速报中推定，该次地震属于压力轴为南北方向的逆断层型地震。

## 震害情况
这场地震发生在日本标准时间2020年6月25日4时47分44.4秒。日本气象厅在千葉县旭市观测到最大震度5弱。震度5弱的旭市在2020年6月时有64,966名居民。日本气象厅于4时47分55.7秒向千葉县、茨城县发布了紧急地震速报（警报）。地震共造成2人受伤。

## 烈度分布
下表列出了震度达到4以上的市町村。
| 震度 | 都道府县 | 市町村                                                                                |
| ---- | -------- | ------------------------------------------------------------------------------------- |
| 5弱  | 千葉县   | 旭市                                                                                  |
| 4    | 茨城县   | 取手市 鹿嶋市 潮来市 河内町 稻敷市 神栖市                                             |
| 4    | 千葉县   | 銚子市 多古町 芝山町 長生村 匝瑳市 香取市 横芝光町 山武市 成田市 市原市 印西市 夷隅市 |

## 长周期地震动
下表列出了长周期地震动等級1以上的地区。
| 等級  | 地区                                                                    |
| ----- | ----------------------------------------------------------------------- |
| 等級1 | 茨城县南部 埼玉县南部 千葉县北東部 千葉县北西部 東京都23区 神奈川县東部 |

## 外部連結
- 日本气象厅『令和2年6月25日04時47分頃の千葉県東方沖の地震について （页面存档备份，存于）』
- 日本气象厅『震度データベース検索 （页面存档备份，存于）』